# 城西国際大学の人物一覧
城西国際大学の人物一覧（じょうさいこくさいだいがくのじんぶついちらん）は、城西国際大学に関係する人物の一覧記事。

## 著名な教職員
- 上原明 学校法人城西大学理事長、大正製薬ホールディングス株式会社代表取締役社長、大正製薬株式会社会長
- 三木紀人 大学院人文科学研究科長 -お茶の水女子大学名誉教授
- 石毛宏典 経営情報学部客員教授 -元プロ野球選手
- 飯倉章 国際人文学部教授 -国際政治学者
- 宮田佳代子 メディア学部教授 -ニュースキャスター
- 清野由美 非常勤講師-ジャーナリスト
- 渡辺徹 メディア学部特任教授 -俳優、司会者
- 伊藤アルフ メディア学部講師 -俳優、歌手
- 山下平祐 メディア学部講師 -脚本家、演出家、俳優
- 伊勢直弘 メディア学部非常勤講師 -脚本家、演出家、俳優
- 松野太紀 メディア学部非常勤講師 -声優、俳優、タレント

## 主な出身者

### 皇族関係
- 守谷絢子（絢子女王） - 高円宮憲仁親王第3女子。

### 研究者・学者
- 飯野由里子 - フェミニズム研究者

### 芸能
- 和田琢磨 - ミュージシャン
- 柴田聡 - ディスクジョッキー、ラジオパーソナリティ
- 佐久間大介 - Snow Manのメンバー、タレント、俳優、声優
- 真田佑馬 - 7ORDERのメンバー、タレント、俳優
- 田中聖 - KAT-TUN・INKTの元メンバー、歌手、俳優、タレント（中退）
- 田尻あやめ - ファッションモデル、タレント
- 名倉七海 - タレント、歌手、エアギタリスト
- 目黒蓮 -  Snow Manのメンバー、タレント、俳優、モデル
- 永瀬琴葉 -元バクステ外神田一丁目のメンバー、俳優、モデル
- のののん - タレント、女優、モデル
- 萩谷慧悟 - 7ORDERのメンバー、歌手、声優
- 西谷麻糸呂 - タレント、女優、グラビアアイドル
- 林家ぽん平 - 落語家

### スポーツ

#### 野球
- 小林憲幸 - 元プロ野球選手（中退）
- 黒沢翔太 - 元プロ野球選手
- 野川拓斗 - 元プロ野球選手
- 宇佐見真吾 - プロ野球選手（中日ドラゴンズ）
- 川口冬弥 - プロ野球選手（福岡ソフトバンクホークス）
- 米谷真一 - 元子役、元社会人野球選手

#### サッカー
- 大野哲煥 - プロサッカー選手（栃木SC）
- 加藤潤也 - プロサッカー選手（ザスパクサツ群馬）
- 徳元悠平 - プロサッカー選手（FC東京）
- 廣瀬智行 - プロサッカー選手（元ヴァンラーレ八戸）
- 上原牧人 - プロサッカー選手（FC琉球）
- 谷口裕介 - プロサッカー選手（ヴァンラーレ八戸）
- 石井隼太 - プロサッカー選手（水戸ホーリーホック）

#### その他
- 松永智充 - プロレスラー（DDT）
- アマラ忍 - プロキックボクサー
- 日馬富士公平 - 元大相撲力士（国際アドミニストレーション研究科修了）

## 著名な在籍者・関係者（現・元）
- 水田三喜男 - 城西大学創立者。大蔵大臣を務め、戦後の代表的な政治家
- 水田宗子 学校法人城西大学前理事長 -女性学者、比較文学者
- 篠田正浩 メディア学部客員教授 -映画監督、ベルリン国際映画祭銀熊賞・日本アカデミー賞最優秀作品賞・最優秀監督賞を受賞
- 綾部恒雄 元客員教授 - 元日本民族学会会長・日本文化人類学会名誉会員。筑波大学名誉教授
- 吉増剛造 国際人文学部客員教授 -高見順賞受賞、現代詩人、朗読家
- 小松左京 メディア学部客員教授 -作家、星雲賞受賞計5回・日本推理作家協会賞受賞・日本SF大賞受賞。城西国際大学より、名誉博士号
- 脇田晴子 国際人文学部客員教授 -文化功労者、滋賀県立大学名誉教授
- 林家正蔵 (9代目) 国際人文学部客員教授 -落語家
- 加藤登紀子 元観光学部客員教授 -歌手
- 井上由美子 福祉総合学部教授・元学部長 -社会学者・社会福祉学者
- 成瀬活雄 メディア学部准教授 -映画監督・脚本家
- 原ひろ子 国際人文学部客員教授 -文化人類学者、女性学者
- 岡田武史 特任教授 -元サッカー日本代表監督
- 土田宏 国際人文学部教授 -アメリカ政治学者
- 唐橋ユミ 非常勤講師 -フリーアナウンサー
- 小牧雅伸 メディア学部非常勤講師 -『アニメック』元編集長
- 佐藤清 硬式野球部監督 - 早稲田大学在学時代、東京六大学１試合17塁打の記録を樹立・元早稲田大学野球部監督